# 宛如阿修羅
《宛如阿修羅》，1979年1月13日至27日於日本NHK電視台NHK週六連續劇時段播出之三集電視劇，為「向田邦子系列作」。續集於1980年1月19日至2月9日之同時段播出，共四集，其中數位人物改由不同演員飾演。1999年，此劇發行同名小說。

### 劇情大綱
竹澤家大姊綱子在丈夫過世後以插花維生（流派為「遠州流」），二姊卷子和白領上班族結婚，生下一男一女，為家庭主婦。三姊瀧子則為圖書館員。小妹咲子瞞著其他姊姊，與無名的年輕拳擊手同居。
某天，因三姊瀧子懷疑父親與外面女人有染，因而委託徵信社調查，發現父親婚外情的事實。於是四姊妹齊聚一堂共同討論如何處理，並且設法不讓母親發現此事。然而，四姊妹因各自的祕密，在過程中開始橫生枝節。

### 登場角色
- 三田村綱子（大姊）：加藤治子
- 里見卷子（二姊）：八千草薰
- 竹澤瀧子（三姊）：石田良子
- 竹澤咲子（小妹）：風吹純
- 枡川豐子：三條美紀
- 土屋友子：八木昌子
- 土屋省二：伊藤秀和〔續集〕
- 里見宏男（里見家長子）：長谷川諭→松本秀人〔續集〕
- 里見洋子（里見家妹妹）：前村麻由美→荻野目慶子〔續集〕
- 枡川貞治：菅原謙次（日语：菅原謙次）
- 勝又靜雄（偵探）：宇崎龍童
- 陣內英光（小妹的男友）：深水三章
- 赤木啓子：萩尾みどり〔續集〕
- 竹澤藤（母親）：大路三千緒
- 里見鷹男（二姊丈夫）：緒形拳→露口茂〔續集〕
- 竹澤恒太郎（父親）：佐分利信

### 各集標題
- 第一部：

「女正月」（1979年1月13日）
「三度豆」（1979年1月20日）
「虞美人草」（1979年1月27日）
- 第二部：

「花いくさ」（1980年1月19日）
「裏鬼門」（1980年1月26日）
「じゃらん」（1980年2月2日）
「お多福」（1980年2月9日）

## 2003年電影版
《宛如阿修羅》，2003年11月8日上映的日本電影，為導演森田芳光執導之劇情片，改編自向田邦子之同名劇作，由大竹忍、黑木瞳、深津繪里、深田恭子共演。
1979年NHK電視劇版劇中飾演二姊的八千草薰於此作飾演母親、電視劇版飾演大姊的加藤治子則擔任此作之說明旁白。

### 劇情大綱
昭和54年冬天的某日，四姊妹中的三姊竹澤瀧子（深津繪里 飾）致電姊妹們，表示有事想討論。於是四姊妹聚集在二姊卷子（黑木瞳 飾）的家中。瀧子向姊妹們表明父親竹澤恒太郎（仲代達矢 飾）在外面有女人，還生了一個孩子，希望姊妹們能暫時對母親（八千草薰 飾）隱瞞此事。
幾天後，瀧子根據徵信社調査員的調查，得知父親與該女子在一起為屬實，但孩子並不是父親的。但於此同時，四姊妹們卻在各自生活中面臨煩惱。大姊綱子（大竹忍 飾）與已婚男子有婚外情、二姊卷子懷疑丈夫和公司的女祕書有染、三姊瀧子即將邁入30歲卻婚事沒一撇、小妹咲子和不成氣候的同居男友不斷產生摩擦。
幾個月後，在某一份早報上，刊出了某位自稱家中有三姊妹的40代主婦投稿內容，「發現老爸有了女人，深信能和他白頭偕老的媽媽也太可憐了。我的老公也已屆40不惑之齡，難道只要安穩地過日子就是女人的幸福嗎」。各自看了早報的姊妹們忍不住想著「這是不是卷子投稿的啊」......。

### 登場角色
- 三田村綱子：大竹忍

45歲，插花老師。性格自由，丈夫過世後一人獨居。與枡川貞治有婚外情。
- 里見卷子：黑木瞳

41歲，家庭主婦。與丈夫里見鷹男、兒子及女兒一起生活。不會將心裡的話坦率說出口的性格。
- 竹澤瀧子：深津繪里

29歲，圖書館員。單身且一人獨居，從沒談過戀愛。性格認真且一板一眼。
- 陣內咲子：深田恭子

25歲。在餐廳打工。從小常與三姊瀧子吵架，性格隨心所欲。
- 竹澤恒太郎：仲代達矢

年約70歲，四姊妹的父親。性格寡言。與婚外情對象友子及其兒子於每週二、四下午固定見面。
- 竹澤藤：八千草薰

67歲，四姊妹的母親。性格沉穩，婚後數十年來皆為家庭主婦。
- 枡川貞治：坂東三津五郎（日语：坂東三津五郎 (10代目)）

已婚，但與大姊綱子交往。為此想與妻子豐子離婚，但性格被動而停留在只敢想不敢做的階段。
- 里見鷹男：小林薰

二姊卷子的丈夫。白領上班族，在公司為部長。四姊妹於自己家中討論時常參與其中，為四姊妹父親外遇事件中，除姊妹們之外唯一了解內情的家人。
- 勝又靜雄：中村獅童

徵信社調査員。受三姊瀧子委託進行外遇事件的調查，因而與瀧子熟稔。性格老實遲鈍。
- 陣内英光：RIKIYA（日语：川口力哉）

小妹咲子的同居男友。夢想為職業拳擊手。
- 土屋友子：紺野美沙子（日语：紺野美沙子）

40歲，竹澤恒太郎的外遇對象。與小學四年級的兒子一起生活。
- 赤木啓子：木村佳乃

里見鷹男的祕書。聰明能力好，沉穩中帶著色氣的女性。被卷子懷疑和鷹男過從甚密。
- 枡川豊子：桃井薰

枡川貞治的妻子。和貞治一起經營飲食店。因店內會擺放綱子插的花而認識綱子。
- 緒方：益岡徹（日语：益岡徹）

綱子的相親對象。
- 里見洋子：長澤雅美

15歲，里見家的女兒。和年齡相近的哥哥感情好。

### 幕後人員
- 原作：向田邦子
- 導演：森田芳光
- 編劇：筒井ともみ
- 製片：本間英行
- 製作統籌：島谷能成、安永義郎、加藤春樹、古屋文明
- 製作人：市川南
- 製作提攜：春名慶、三澤和子
- 攝影：北信康
- 美術：山崎秀滿
- 音效：橋本文雄
- 配樂：大島滿
- 題字：山藤章二
- 製作：東寶電影
- 發行：東寶、博報堂、每日新聞社、日本出版販売

## 2025年連續劇版
Template:NoteTA
《宛如阿修羅》，2025年1月9日起於Netflix上架的日本網路劇，改編自著名劇作家向田邦子之同名劇作，由是枝裕和改編並執導。四姊妹由宮澤理惠、尾野真千子、蒼井優、廣瀨鈴飾演。

### 製作經緯
在70年代即與向田邦子共事過的TBS知名製作人八木康夫，當年為向田連續劇之幕後工作人員（AD），因常前往向田住處取稿而與向田認識。八木當時即想拍攝向田之劇本，曾一度對向田提出，獲得向田口頭允諾。其後向田因意外逝世，此心願未能達成。八木數年間亦不斷重看《宛如阿修羅》。2018年，八木離開TBS。2021年，某次重看《宛如阿修羅》時，腦中突然浮現特定四位女演員，即宮澤理惠、尾野真千子、蒼井優、廣瀨鈴。八木欲完成當年心願，於是自行查詢了「分福」電話，並對導演是枝裕和提出演員名單進行邀約。原本即喜愛向田劇本的是枝，對此提案欣然同意。拍攝期為2023年8月中旬至該年12月，共四個多月。

### 登場角色
- 大姊綱子：宮澤理惠
- 二姊卷子：尾野真千子
- 三姊瀧子：蒼井優
- 小妹咲子：廣瀨鈴
- 里見鷹男（二姊丈夫）：本木雅弘
- 勝又靜雄（偵探）：松田龍平
- 陣內英光（小妹男友）：藤原季節
- 枡川貞治（大姊情人）：內野聖陽
- 枡川豐子（貞治妻子）：夏川結衣
- 赤木啓子：瀧內公美
- 里見宏男（二姊兒子）：城檜吏
- 里見洋子（二姊女兒）：野内まる
- 三田村正樹（大姊兒子）：三浦獠太
- 坪田子（大姊兒子未婚妻）：溝口奈菜
- 土屋友子（恆太郎情人）：戶田菜穗
- 土屋省二（友子的兒子）：福島永大
- 陣內まき（陣內母親）：高畑淳子
- 搭訕咲子的男子：中島步
- 父親恆太郎：國村隼
- 母親藤：松坂慶子

### 幕後人員
- 原案：向田邦子
- 企畫總製作：八木康夫（日语：八木康夫）
- 製作人：福間美由紀（分福）、北原榮治（分福）、田口聖（分福）
- 導演：是枝裕和
- 副導演：松尾崇
- 改編：是枝裕和
- 剪輯：是枝裕和
- 攝影：瀧本幹也（日语：瀧本幹也）
- 燈光：藤井稔恭
- 收音：富田和彥
- 道具：龍田哲兒、羽場しおり
- 妝髮：酒井夢月
- 音效：岡瀨晶彥、長谷川剛
- 美術設計：三ツ松けいこ、布部雅人
- 服裝設計：伊藤佐智子
- 料理設計：飯島奈美[8]
- 場記：押田智子
- 製作助理：後藤一郎
- 執行製作：菊地正亮
- 製作公司：分福
- 配樂：fox capture plan（日语：fox capture plan）
- 配信：NETFLIX

### 週邊發行
- 官方寫真書《写真 阿修羅のごとく》（2025年1月21日，瀧本幹也）[9]

## 舞台劇版

### 2004年版
- 三田村綱子：山本陽子[10]
- 里見卷子：中田喜子
- 竹澤瀧子：秋本奈緒美、森口博子
- 竹澤咲子：藤谷美紀、細川文惠（日语：細川ふみえ）
- 竹澤藤：南田洋子
- 竹澤恒太郎：長門裕之

### 2013年版
- 編劇：瀨戶山美咲
- 導演：松本祐子
- 三田村綱子：淺野溫子
- 里見卷子：荻野目慶子
- 竹澤瀧子：高岡早紀
- 竹澤咲子：奧菜惠
- 竹澤藤：加賀真理子
- 竹澤恒太郎：林隆三

### 2022年版
- 編劇：倉持裕
- 導演：木野花（日语：木野花）
- 三田村綱子：小泉今日子
- 里見卷子：小林聰美
- 竹澤瀧子：安藤玉惠
- 竹澤咲子：夏帆

## 外部連結
- 1979年第一部（NHK放送史）
- 1980年第二部（NHK放送史） （页面存档备份，存于）
- 2003年電影版官網
- YouTube上的（2025年版預告篇）
- 在Netflix上觀看《宛如阿修羅》（2025年版）

#invoke: Navbox